# Diopsis cruciata
Diopsis cruciata är en tvåvingeart som beskrevs av Charles Howard Curran 1934. Diopsis cruciata ingår i släktet Diopsis och familjen Diopsidae. Inga underarter finns listade i Catalogue of Life.